# Mario Golf: Toadstool Tour
Vous lisez un « bon article » labellisé en 2010.
Mario Golf: Toadstool Tour, connu au Japon sous le nom de Mario Golf: Family Tour (マリオゴルフ ファミリーツアー), est un jeu vidéo de sport développé par Camelot et édité par Nintendo sur GameCube. Il fait suite à l'épisode Nintendo 64, Mario Golf, et constitue le cinquième jeu de la série Mario Golf. Il est sorti le 29 juillet 2003 en Amérique du Nord, le 5 septembre 2003 au Japon et le 18 juin 2004 en Europe.
Toadstool Tour est un jeu de golf faisant figurer des personnages et des éléments issus de la série Super Mario. 16 personnages sont, en tout, jouables, chacun ayant son propre style de jeu. Plusieurs modes de jeu sont disponibles, comme le mode « Tournoi » ou le mode « Défi anneaux », dans lequel les joueurs doivent faire passer la balle à travers des anneaux tout en restant sous le par. Les joueurs peuvent par ailleurs transférer des personnages entre Mario Golf: Toadstool Tour et Mario Golf: Advance Tour en utilisant le câble Nintendo GameCube Game Boy Advance.
Toadstool Tour a reçu des critiques positives de la part de la presse spécialisée, totalisant une moyenne de 82 % sur GameRankings. Les critiques ont généralement salué les graphismes du titre, sa bande son, la diversité des parcours proposés mais ont regretté son manque de nouveautés par rapport à l'opus sur Nintendo 64. En 2004, le jeu a reçu le label Choix des Joueurs.

## Personnages
Le jeu a marqué la première apparition d'un personnage de la série Donkey Kong Country (en mettant à part le personnage principal) dans un jeu Mario : Diddy Kong. Depuis, d'autres personnages de DKC sont apparus dans d'autres jeux basés sur la série Mario. Il y a 16 personnages jouables au total.
- Mario
- Luigi
- Peach
- Daisy
- Bowser
- Yoshi
- Donkey Kong
- Wario
- Waluigi
- Birdo
- Boo
- Koopa
- Bowser Jr.
- Diddy Kong
- Flora Piranha
- Antimario

## Système de jeu
Toadstool Tour est un jeu de golf faisant figurer des personnages et des éléments issus de la série Super Mario. L'objectif du joueur est donc de faire rentrer la balle dans un certain trou, en utilisant le moins de coups possibles. Avant sa frappe, le joueur choisit un club et l'endroit approximatif où il veut emmener la balle. Au cours de la frappe, il doit déterminer sa puissance de tir en appuyant sur un bouton lorsque le curseur est à l'endroit voulu sur la barre de puissance. Le joueur doit aussi prendre en compte la direction du vent, qui peut faire varier la trajectoire de la balle. Il est possible de choisir entre frappe automatique et manuelle ; cette dernière donne plus de contrôle au joueur mais est plus risquée. Les statistiques individuelles de chaque personnage entrent également en jeu : ils influencent la façon dont la balle est frappée.
Il y a sept parcours disponibles dans le jeu, les derniers contenant des trous plus complexes que les premiers. Certains terrains sont parsemés de bunkers, que le joueur doit essayer d'éviter. D'autres obstacles sont présents, comme des puits de lave ou des Thwomps.
Toadstool Tour propose au joueur différentes règles possibles, dont les deux formules traditionnelles que sont le stroke-play et le match-play. Il est également possible de jouer avec un coéquipier, chacun des deux joueurs faisant alors un coup chacun. Dans le mode « Défi pièces », le joueur doit collecter les pièces disséminées sur le parcours ; dans le mode « Défi anneaux », il doit faire passer la balle à travers des anneaux, tout en restant sous le par. D'autres modes de jeu sont disponibles, comme le mode « Entraînement », ou le mode « Objectif drapeau », demandant au joueur de se rapprocher le plus possible du trou en un nombre de coups limité. Le principal mode de jeu demeure le mode « Tournoi », dans lequel le joueur est en compétition avec des personnages contrôlés par ordinateur.
Grâce au câble Nintendo GameCube Game Boy Advance, il est possible de transférer des personnages entre Mario Golf: Toadstool Tour et Mario Golf: Advance Tour.

## Développement
Toadstool Tour a été développé par Camelot Software Planning, tout comme son prédécesseur, Mario Golf. Au cours d'une interview avec deux frères, Hiroyuki et Shugo Takahashi, tous les deux développeurs chez Camelot, il a été révélé que le jeu a été développé simultanément à Mario Power Tennis. Selon les deux frères, les idées et la technologie de Toadstool Tour ont été réutilisées pour le développement de Power Tennis. Une démonstration jouable du jeu était accessible au salon de l'E3 2003. En 2004, Toadstool Tour a reçu le label Choix des Joueurs, attribué aux jeux s'étant vendus à plus d'un million d'exemplaires — d'importantes réductions étant alors faites sur ces jeux. La bande son de Toadstool Tour a été composée par Motoi Sakuraba, qui a aussi travaillé sur plusieurs autres jeux de la série des Mario Golf.

## Accueil
Toadstool Tour a été globalement bien accueilli par les critiques, bien que ces dernières aient souvent pointé du doigt sa trop grande similitude avec son prédécesseur,. Tom Bramwell d'Eurogamer a fait valoir que « Mario Golf n'a pas vraiment progressé depuis l'époque de la Nintendo 64 » mais a apprécié le style des parcours. IGN comme GameSpot ont loué les parcours du jeu, notant toutefois qu'ils préféraient les parcours de la fin que les premiers, assez basiques,. 1UP.com a félicité le moteur physique de Toadstool Tour et plus particulièrement le rendu du vent et des conditions météorologiques. Le jeu a souvent été comparé à ceux de la série Tiger Woods PGA Tour. En faisant ce parallèle, Eurogamer a par exemple regretté l'absence de progression du joueur dans le mode solo. 1UP.com a partagé ce point de vue, déclarant vouloir « un mode solo plus convaincant ».
Les commandes du jeu ont, de façon générale, été saluées, bien que des problèmes spécifiques aient été pointés, comme la difficulté à réaliser des putts très légers. Les différentes possibilités offertes par le mode multijoueur ont été appréciées par la plupart des critiques,.
De nombreuses critiques ont déploré la gestion des caméras dans Toadstool Tour, comme Gamekult qui note que « il devient parfois assez difficile de placer cette fichue caméra précisément là où on le voudrait ». GameSpot a apprécié les graphismes du soft et a même affirmé que les personnages de Mario « n'avaient jamais été aussi bien faits ». IGN a félicité les graphismes du titre, mais également sa bande son. De même, Gamekult a fait valoir que « Sur le plan technique, Mario Golf : Toadstool Tour réalise une prestation quasi parfaite. Joli, coloré, fluide... Les qualités du moteur 3D ne manquent pas avec en plus une bonne variété dans les décors et les personnages charismatiques que l'on connaît bien ». Le 27 décembre 2007, Toadstool Tour s'était vendu à 1,03 million d'unités en Amérique du Nord.